# Naissance en 1345
Naissance
- 1341
- 1342
- 1343
- 1344
- 1345
- 1346
- 1347
- 1348
- 1349

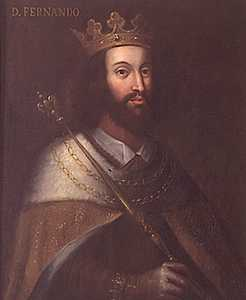
Ferdinand Ier, né en 1345.

Cette page dresse une liste de personnalités nées au cours de l'année 1345  :
- 5 février : Jean Ier de Châtillon, comte de Penthièvre, vicomte de Limoges.
- 9 mars : Gongyang, 34e roi de Goryeo.
- 31 octobre : Ferdinand Ier, dit Ferdinand le Beau (en portugais Fernando o Belo), roi de Portugal et des Algarves.

- Kadi Burhaneddin Ahmed, vizir du beylicat des Eretnides.
- Philippe d'Harcourt, chevalier, chambellan du roi Charles VI,baron de Bonnétable, seigneur d'Arschot en Brabant, de Tilly-sur-Seulles (dans le Bessin), de Beuvron, seigneur de Vibraye, de Montcolain.
- Marie de Blois, duchesse d'Anjou et de Touraine, comtesse du Maine et de Provence, reine de Naples et de Jérusalem titulaire et dame de Guise
- Jeanne Ire de Dreux,  comtesse de Dreux.
- Blanche de Lancastre, duchesse de Lancastre.
- Magnus Ier de Mecklembourg, co-duc de Mecklembourg puis duc de Mecklembourg.
- Bouchard VII de Vendôme, comte de Vendôme et de Castres de la Maison de Montoire.
- Paolo di Giovanni Fei, peintre italien de l'école siennoise.
- Nijō Moroyoshi, régent kampaku.
- Kujō Tadamoto, régent kampaku.

date incertaine (vers 1345)
- Pierre de Craon le Grand, seigneur de la Ferté-Bernard et de Sablé.
- Philip Repington, évêque de Lincoln, Cardinal-évêque de Ss. Nereo ed Achilleo.

## Crédit d'auteurs
- Cet article est partiellement ou en totalité issu de l'article intitulé « 1345 » (voir la liste des auteurs).